# Преах-Ко
Преах-Ко, кхмер. ប្រាសាទព្រះគ, дословно c кхм. — ««Священный бык»») — храм в Ролуосе, расположенный в Камбодже. Сооружён из кирпича, с шестью башнями, украшенный лепниной из известкового раствора. Первым храм, построенный в IX веке правителем Индраварманом I в столице Ангкора — Харихаралая. Был расчищен от джунглей талантливым французским учёным и архитектором Жоржем Труве в 1932 году.
Облицованный песчаником цоколь образует общую платформу для шести башен. С восточной стороны она разрезана тремя лестницы, боковые стены которых богато украшены с дварапаласами[неизвестный термин] и апсарами, охраняемые сидящими львами. Перед каждой лежат ваханы Нандины — ездовое священное животное Шивы.
Кирпичные башни святилищ расположены в два ряда и различаются по размеру. В восточном, первом ряду, средняя башня выше остальных и смещена немного назад. Все шесть башен открыты на восток. Каждая имеет четыре верхних яруса, которые уменьшаются по высоте. Они были покрыты известковой штукатуркой, из которой были вылеплены скульптурные барельефы, сохранившиеся до наших дней.
Три прасата (святилища) на заднем плане похожи друг на друга, но ниже башен первого ряда, и одна на северо-западном углу платформы, без всякой видимой причины, смещена по направлению соседнего святилища своего ряда. Эти башни были предназначены для женских божеств и имеют внутри только 2,5 метра. Пропорционально уменьшаясь они полностью выполнены из кирпича, за исключением дверных рам из песчаника.